# Born to Run (cançó)
"Born to Run" és una cançó del cantant i compositor nord-americà Bruce Springsteen, i la cançó principal del seu àlbum Born to Run. En el seu llançament, el crític musical Robert Christgau va prendre nota de la seva influència del mur de so i el va anomenar "el compliment de tot el que tractava 'Be My Baby' i molt més".
"Born to Run" va ser el primer senzill mundial de Springsteen, tot i que va aconseguir poc èxit inicial fora dels Estats Units. Dins dels Estats Units, va rebre una àmplia emissió en estacions de ràdio de rock progressiu o album-oriented rock. El senzill també va ser el primer èxit de Springsteen entre els 40 millors al Billboard Hot 100, arribant al lloc número 23.
La cançó va ocupar el lloc número 21 de la llista de Rolling Stone de les 500 millors cançons de tots els temps, l'entrada més alta per a una cançó de Springsteen, i s'inclou a les 500 cançons que van donar forma al Rock and Roll del Saló de la Fama del Rock and Roll.

## Composició
A finals de 1973, a la carretera de Tennessee, Springsteen es va despertar amb el títol "Born to Run", que va escriure. Segons Springsteen, aquesta va ser la primera espurna de la cançó posterior.
Escrita en primera persona, la cançó és una carta d'amor a una noia anomenada Wendy, per a qui la protagonista del hot rod sembla tenir la passió per estimar, però no la paciència. Tanmateix, Springsteen ha assenyalat que té un nucli molt més senzill: sortir de Freehold. La Ruta 9 dels EUA, una carretera que passa per Freehold, s'esmenta a partir del vers "sorging from cages out on Highway 9".
En el seu llibre Songs de 1996, Springsteen explica que, mentre que l'inici de la cançó es va escriure a la guitarra al voltant del riff inicial, l'escriptura de la cançó es va acabar al piano, l'instrument amb el qual es va compondre la major part de l'àlbum Born to Run. La cançó va ser gravada en la tonalitat de mi major.
En el període anterior al llançament de Born to Run, Springsteen es va fer conegut (especialment al nord-est) pels seus espectacles en directe. "Born to Run" es va incloure al seu repertori de concerts molt abans del llançament de l'àlbum, i es va interpretar en concert des de maig de 1974, si no abans.
El primer enregistrament de la cançó va ser realitzat per Allan Clarke del grup britànic The Hollies, encara que el seu llançament es va retardar, apareixent només després de la versió, llavors ja famosa, de Springsteen.

## Gravació
En gravar la cançó, Springsteen es va guanyar per primera vegada la seva famosa reputació de perfeccionista, posant fins a onze pistes de guitarra per aconseguir el so desitjat. El procés d'enregistrament i les idees alternatives per a l'arranjament de la cançó es descriuen al DVD documental Wings For Wheels inclòs en la reedició del 2005 del recopilatori Born to Run 30th Anniversary Edition.
El 8 de gener de 1974, Springsteen es va reunir amb el seu manager, Mike Appel, Clarence Clemons i els altres membres de la seva banda als 914 Sound Studios, Blauvelt, Nova York, per assajar dues noves composicions, "Jungleland" i "Born to Run". Cap de les dues tenien lletra en aquell moment. Va continuar treballant en les dues cançons a casa seva a Nova Jersey. La pista d'acompanyament original es va gravar el 21 de maig de 1974, després de les sessions d'assaig. Les veus es van gravar el 26 de juny de 1974. L'enregistrament no es va completar fins al 6 d'agost de 1974, quan va començar la mescla de setanta-dues pistes a les setze disponibles a 914 Studios, incloent cordes, més d'una dotzena de pistes de guitarra, saxo, bateria, glockenspiel, baix, teclats múltiples i una varietat de veus. La pista d'acompanyament instrumental bàsica, que s'havia tornat a gravar, es va barrejar, juntament amb nombrosos arranjaments de prova, cors, veus i cordes de doble pista, i finalment l'escollit per al seu llançament. Springsteen i Mike Appel van ser els productors, i Louis Lahav va ser l'enginyer en cap. Després d'enregistrar-se, les cintes es van quedar durant un any, esperant que s'acabés la resta de l'àlbum.
Una versió prèvia al llançament de la cançó, amb una barreja lleugerament diferent, va ser donada per Appel al discjòquei Ed Sciaky de WMMR a Filadèlfia, i va tocar amb Springsteen com a convidat especial el 3 de novembre de 1974, i en un parell de setmanes aquesta versió també es va donar a altres punts de ràdio de rock progressiu al nord-est, incloent WNEW-FM a la ciutat de Nova York, WMMS a Cleveland, WBCN a Boston i WVBR a Ithaca, Nova York. Es va fer força popular en aquestes emissores i va provocar que es reproduïssin fragments més antics dels dos primers àlbums de Springsteen, com anticipació creada per al nou àlbum. Quan Springsteen va fer un espectacle al Main Point, Bryn Mawr, Pennsilvània, el 5 de febrer de 1975, amb Sciaky com a amfitrió, el públic va cantar "Born to Run".

## Vídeos musicals
No es va fer cap videoclip per al llançament original de "Born to Run".
- El 1987, es va publicar un vídeo a MTV i altres canals, amb una actuació en directe de "Born to Run" de Springsteen i la gira Born in the USA 1984–1985 de l'E Street Band, intercalada amb clips de les actuacions d'altres cançons del mateixa gira. Es va tancar amb un missatge d'agraïment ("Thank you") als fans de Springsteen.
- El 1988, el director Meiert Avis va gravar un vídeo d'una versió acústica de la cançó durant la gira Tunnel of Love Express.

Tots dos vídeos s'inclouen a les recopilacions Video Anthology / 1978-88 i The Complete Video Anthology / 1978-2000.

## Recepció
En el moment del llançament del single, Billboard va descriure "Born to Run" com "un dels millors himnes de rock a la llibertat individual que s'hagin creat mai", descrivint-lo com "una cançó monstruosa amb un arranjament de piledriver" que podria convertir-se en el major èxit de Springsteen fins ara. Cash Box va dir que "Springsteen sona com un encreuament entre Roger McGuinn (des dels seus dies de The Byrds) i ningú més que haguem sentit mai".
El 1980, l'Assemblea de l'Estat de Nova Jersey va aprovar una resolució anomenant "Born to Run" el "tema de rock no oficial de la joventut del nostre Estat".

## Reconeixements
- El 2016, "Born to Run" va ocupar el lloc número 16 a la llista de Pitchfork de "Les 200 millors cançons dels anys 70"[12]
- El 2004, la cançó va ocupar el sisè lloc de la llista de les 885 cançons més grans de tots els temps de WXPN.[13]
- La llista de les 500 millors cançons de tots els temps de la revista Rolling Stone la va situar al número 21.[14]
- La cançó va arribar al número 920 de la llista de Q de les "1001 millors cançons de sempre" l'any 2003, en què van descriure la cançó com "la millor per als herois de la classe treballadora".[15]
- És una de les 500 cançons que van donar forma al Rock and Roll del Saló de la Fama del Rock and Roll.[16]
- L'any 2001, Songs of the Century de la RIAA va situar la cançó en el lloc 135 (de 365).[17]
- El 1999, National Public Radio va incloure la cançó a "NPR 100", la recopilació dels editors musicals de NPR de les cent obres musicals americanes més importants del segle xx.[18]

## Actuacions en directe

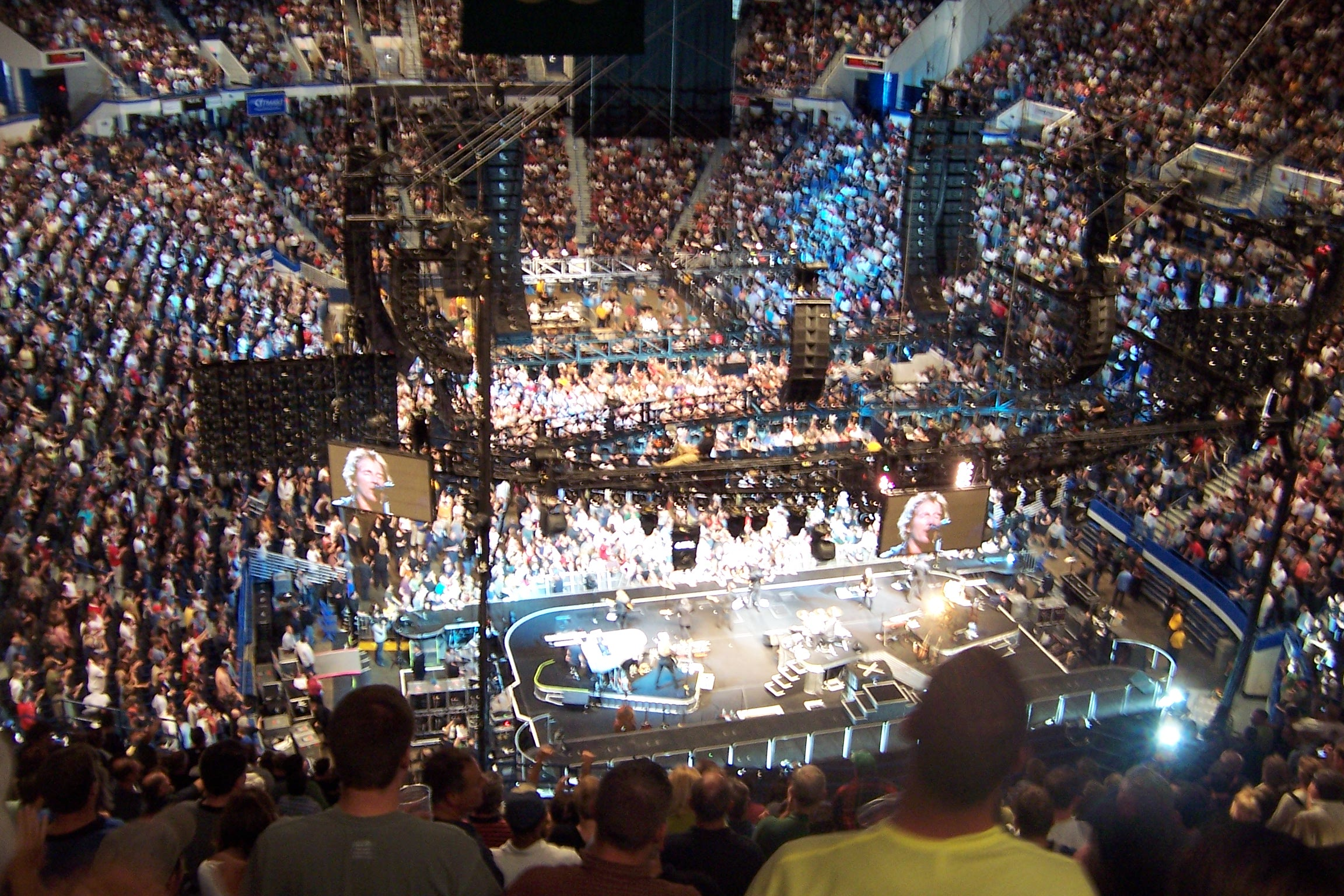
Actuació de "Born to Run". Hartford Civic Center, 2 d'octubre de 2007.

La cançó s'ha tocat en gairebé tots els concerts de Springsteen no solistes des de 1975 (encara que no es va incloure a la gira de Sessions Band de 2006). La majoria de les vegades, s'encenen els llums i les canten els fans juntament amb les vocalitzacions sense paraules de Springsteen al llarg de la cançó.
La cançó també s'ha llançat en versions en directe en set àlbums o DVD:
- Una interpretació de Born to Run Tour de 1975 a Hammersmith Odeon London '75, estrenada el 2006;
- Una gira de 1985 Born in the USA Tour a Live/1975-85, estrenada el 1986;
- Una interpretació de guitarra acústica en solitari de 1988 totalment diferent de Tunnel of Love Express a Chimes of Freedom, un EP de 1988;
- Una versió del Reunion Tour del 2000 a Bruce Springsteen &amp; the E Street Band: Live In New York City, publicada el 2001 (la cançó tanca el primer disc però no apareix a la llista de cançons de la portada de l'àlbum);
- Una versió de Rising Tour del 2002 del DVD Live in Barcelona, publicat el 2003.
- Una actuació de Working on a Dream Tour del 2009 al DVD London Calling: Live in Hyde Park que es va estrenar el 2010.
- Una actuació de Springsteen on Broadway de 2018, publicada en un especial de Netflix i un àlbum del mateix nom a finals d'any.

"Born to Run" també es va interpretar com el segon número de quatre durant l'actuació a mig temps de Springsteen i l'E Street Band a la Super Bowl de 2009.
En l'últim episodi de Jon Stewart com a presentador de The Daily Show el 6 d'agost de 2015, Springsteen va interpretar "Land of Hope and Dreams" i "Born to Run".

## Llistat de pistes
1. "Born to Run" - 4:31
2. "Meeting Across the River" - 3:18

La cara B era simplement un altre tall de l'àlbum; Springsteen no començaria a publicar temes no utilitzats com a cara B fins al 1980.

## Personal
Segons els autors Philippe Margotin i Jean-Michel Guesdon:
- Bruce Springsteen : veu, guitarres acústica i elèctrica
- David Sancious – piano, Fender Rhodes, sintetitzador
- Garry Tallent - baix
- Ernest "Boom" Carter - bateria
- Danny Federici – orgue, glockenspiel
- Clarence Clemons - saxo
- Músics desconeguts: secció de cordes, panderetes, cors

## Gràfiques i certificacions
| Gràfic (1975)                  | Millor posició |
| ------------------------------ | -------------- |
| Austràlia                      | 38             |
| Canadà RPM Top Singles         | 53             |
| Estats Units Billboard Hot 100 | 23             |
| Estats Units Cash Box Top 100  | 17             |

| Gràfic (1975) | Posició |
| ------------- | ------- |
| Canadà        | 188     |

| País                | Vendes    | Certificacions |
| ------------------- | --------- | -------------- |
| Estats Units (RIAA) | 600.000 + | Doble platí    |
| Itàlia (FIMI)       | 25.000 +  | Or             |
| Regne Unit (BPI)    | 600.000 + | Platí          |